# Hopea samarensis
Hopea samarensis là một loài thực vật thuộc họ Dipterocarpaceae. Đây là loài đặc hữu của Philippines.